# Бернард Діц
Бернард Діц (нім. Bernard Dietz; нар. 22 березня 1948, Гамм) — німецький футболіст, що грав на позиції захисника. По завершенні ігрової кар'єри — тренер.
Виступав, зокрема, за клуби «Дуйсбург» та «Шальке 04», а також національну збірну Німеччини.
У складі збірної — чемпіон Європи.

## Клубна кар'єра
У дорослому футболі дебютував 1970 року виступами за команду клубу «Дуйсбург», в якій провів дванадцять сезонів, взявши участь у 396 матчах чемпіонату.  Більшість часу, проведеного у складі «Дуйсбурга», був основним гравцем захисту команди.
1982 року перейшов до клубу «Шальке 04», за який відіграв 5 сезонів.  Граючи у складі «Шальке» також здебільшого виходив на поле в основному складі команди. Завершив професійну кар'єру футболіста виступами за команду «Шальке 04» у 1987 році.

## Виступи за збірну
1974 року дебютував в офіційних матчах у складі національної збірної Німеччини. Протягом кар'єри у національній команді, яка тривала 8 років, провів у формі головної команди країни 53 матчі.
У складі збірної був учасником чемпіонату Європи 1976 року в Югославії, де разом з командою здобув «срібло», чемпіонату світу 1978 року в Аргентині, чемпіонату Європи 1980 року в Італії, здобувши того року титул континентального чемпіона.

## Кар'єра тренера
Розпочав тренерську кар'єру, повернувшись до футболу після тривалої перерви, 1992 року, очоливши тренерський штаб аматорського клубу СК «Ферль».
З 1999 по 2001 з перервами очолював футбольний клуб «Бохум».
2006 року став головним тренером команди «Рот Вайс» (Ален), тренував клуб лише один рік.
Наразі останнім місцем тренерської роботи був клуб «Дуйсбург», де він відпрацював асистентом головного тренера протягом 2012 року.

## Статистика

### Клубна
| Сезон     | Клуб      | Ліга             | Матчі | Голи |
| --------- | --------- | ---------------- | ----- | ---- |
| 1970/71   | Дуйсбург  | Бундесліга       | 30    | 4    |
| 1971/72   | Дуйсбург  | Бундесліга       | 31    | 3    |
| 1972/73   | Дуйсбург  | Бундесліга       | 34    | 4    |
| 1973/74   | Дуйсбург  | Бундесліга       | 33    | 4    |
| 1974/75   | Дуйсбург  | Бундесліга       | 34    | 8    |
| 1975/76   | Дуйсбург  | Бундесліга       | 34    | 7    |
| 1976/77   | Дуйсбург  | Бундесліга       | 32    | 7    |
| 1977/78   | Дуйсбург  | Бундесліга       | 33    | 7    |
| 1978/79   | Дуйсбург  | Бундесліга       | 34    | 8    |
| 1979/80   | Дуйсбург  | Бундесліга       | 33    | 4    |
| 1980/81   | Дуйсбург  | Бундесліга       | 33    | 8    |
| 1981/82   | Дуйсбург  | Бундесліга       | 33    | 6    |
| 1982/83   | Шальке 04 | Бундесліга       | 34    | 4    |
| 1983/84   | Шальке 04 | Друга Бундесліга | 34    | 1    |
| 1984/85   | Шальке 04 | Бундесліга       | 32    | 3    |
| 1985/86   | Шальке 04 | Бундесліга       | 27    | 0    |
| 1986/87   | Шальке 04 | Бундесліга       | 8     | 0    |
| 1970—1987 | Разом     |                  | 529   | 78   |

### Тренерська
| Клуб              | Призначення      | Звільнення        | Результати | Результати | Результати | Результати | Результати |
| Клуб              | Призначення      | Звільнення        | І          | В          | Н          | П          | В %        |
| ----------------- | ---------------- | ----------------- | ---------- | ---------- | ---------- | ---------- | ---------- |
| СК «Ферль»        | 1 липня 1992     | 1 лютого 1994     | 65         | 32         | 20         | 13         | 49,23      |
| «Бохум»           | 26 жовтня 1999   | 23 грудня 1999    | 9          | 6          | 1          | 2          | 66,67      |
| «Бохум»           | 1 липня 2001     | 3 грудня 2001     | 16         | 7          | 6          | 3          | 43,75      |
| «Дуйсбург»        | 4 листопада 2002 | 20 листопада 2002 | 7          | 5          | 0          | 2          | 71,43      |
| «Рот Вайс» (Ален) | 1 липня 2006     | 29 жовтня 2006    | 14         | 4          | 2          | 8          | 28,57      |
| Разом             | Разом            | Разом             | 111        | 54         | 29         | 28         | 48,65      |

## Титули і досягнення
- Чемпіон Європи (1): 1980
- Віце-чемпіон Європи: 1976